# Songdo Incheon Towers
O Songdo Incheon Twin Towers era parte do complexo de arranha-céus que estavam planejados para serem concluídos até 2013. As torres gêmeas terão 613 m e custariam 3 bilhões de dólares. As torres gêmeas ficariam no centro do empreendimento urbano de 53 km² chamado New Songdo City, localizado em Incheon, Coreia do Sul. As torres seriam conectadas por 3 pontes e servirão de hotel, centro de convenções, escritórios e shopping.
A cidade revelaria a experiência de ambientes totalmente digitalizados no contexto da "nuvem". Esta expressão faz referência ao atual estágio de desenvolvimento dos grandes parques de computadores. Seu projeto foi cancelado em 2016.